# George Town, Insulele Cayman
George Town, Grand Cayman, este capitala Insulelor Cayman, un teritoriu aparținând Regatului Unit. Orașul are o populație de 35.600 de locuitori (estimare din 2009), fiind cea mai mare localitate din acest punct de vedere de pe insula Grand Cayman.